# Свислочский сельсовет (Минская область)
Свислочский сельсовет — административно-территориальная единица в составе Пуховичского района Минской области Республики Беларусь. Административный центр — посёлок Дружный.

## История
Решением Пуховичского районного Совета депутатов от 22 ноября 2021 года № 235 «О переносе административного центра Свислочского сельсовета Пуховичского района» административный центр Свислочского сельсовета Пуховичского района перенесён из городского посёлка Свислочь в посёлок Дружный.
26 августа 2023 года в состав Свислочского сельсовета включена территория городского посёлка Свислочь.

## Состав
Свислочский сельсовет включает населённые пункты:
- Дружный — посёлок
- Свислочь — городской посёлок

## Население
- 2016 — 11 959 человек